# Comissari Europeu de Comerç
El Comissari Europeu de Comerç és un membre de la Comissió Europea responsable de l'àrea de comerç de la Unió Europea (UE). Algunes de les seves funcions són: definir la direcció de la política comercial de la Unió Europea o negociar els acords comercials amb països tercers o en pacte multilaterals; gairebé sempre actuant en el marc de l'Organització Mundial del Comerç. Atès que la Unió Europea té un gran flux comercial, aquesta és una de les carteres més poderoses de l'Executiu europeu.

## Llista de Comissaris de Comerç
| Comissió                                                                                   | Inici                                    | Finalització                             | Nom                                      | País                                     | Partit                                   |
| Comissari Europeu de Relacions Exteriors                                                   | Comissari Europeu de Relacions Exteriors | Comissari Europeu de Relacions Exteriors | Comissari Europeu de Relacions Exteriors | Comissari Europeu de Relacions Exteriors | Comissari Europeu de Relacions Exteriors |
| Hallstein I                                                                                |                                          |                                          |                                          |                                          |                                          |
| ------------------------------------------------------------------------------------------ | ---------------------------------------- | ---------------------------------------- | ---------------------------------------- | ---------------------------------------- | ---------------------------------------- |
| Hallstein I                                                                                | 7 de gener de 1958                       | 9 de gener de 1962                       | Jean Rey                                 | Bèlgica                                  | PRL                                      |
| Hallstein II                                                                               |                                          |                                          |                                          |                                          |                                          |
| 9 de gener de 1962                                                                         | 30 de juny de 1967                       | Jean Rey                                 | Bèlgica                                  | PRL                                      |                                          |
| Comissari Europeu de Comerç, Ampliació i Assistència als països en vies de desenvolupament |                                          |                                          |                                          |                                          |                                          |
| Rey                                                                                        |                                          |                                          |                                          |                                          |                                          |
| 2 de juliol de 1967                                                                        | 30 de juny de 1970                       | Jean Deniau                              | França                                   | UDF                                      |                                          |
| Comissari Europeu de Relacions Exteriors i Comerç                                          |                                          |                                          |                                          |                                          |                                          |
| Malfatti                                                                                   |                                          |                                          |                                          |                                          |                                          |
| 1 de juliol de 1970                                                                        | 21 de març de 1972                       | Ralf Dahrendorf                          | Alemanya                                 | FDP                                      |                                          |
| Mansholt                                                                                   |                                          |                                          |                                          |                                          |                                          |
| 22 de març de 1972                                                                         | 5 de gener de 1973                       | Ralf Dahrendorf                          | Alemanya                                 | FDP                                      |                                          |
| Comissari Europeu de Relacions Exteriors                                                   |                                          |                                          |                                          |                                          |                                          |
| Ortoli                                                                                     |                                          |                                          |                                          |                                          |                                          |
| 6 de gener de 1973                                                                         | 5 de gener de 1977                       | Christopher Soames                       | Regne Unit                               | Con.                                     |                                          |
| Jenkins                                                                                    |                                          |                                          |                                          |                                          |                                          |
| 6 de gener de 1977                                                                         | 5 de gener de 1981                       | Wilhelm Haferkamp                        | Alemanya                                 | SPD                                      |                                          |
| Comissari Europeu de Relacions Exteriors i Energia Atòmica                                 |                                          |                                          |                                          |                                          |                                          |
| Thorn                                                                                      |                                          |                                          |                                          |                                          |                                          |
| 6 de gener de 1981                                                                         | 5 de gener de 1985                       | Wilhelm Haferkamp                        | Alemanya                                 | SPD                                      |                                          |
| Comissari Europeu de Relacions Exteriors i Comerç                                          |                                          |                                          |                                          |                                          |                                          |
| Delors I                                                                                   |                                          |                                          |                                          |                                          |                                          |
| 6 de gener de 1985                                                                         | 5 de gener de 1989                       | Willy De Clercq                          | Bèlgica                                  | VLD                                      |                                          |
| Delors II                                                                                  |                                          |                                          |                                          |                                          |                                          |
| 6 de gener de 1989                                                                         | 5 de gener de 1993                       | Frans Andriessen                         | Països Baixos                            | CDA                                      |                                          |
| Comissari Europeu d'Afers Econòmics Externs i Política Comercial                           |                                          |                                          |                                          |                                          |                                          |
| Delors III                                                                                 |                                          |                                          |                                          |                                          |                                          |
| 6 de gener de 1993                                                                         | 22 de gener de 1995                      | Leon Brittan                             | Regne Unit                               | Con.                                     |                                          |
| Comissari Europeu de Política Comercial i Relacions Exteriors                              |                                          |                                          |                                          |                                          |                                          |
| Santer                                                                                     |                                          |                                          |                                          |                                          |                                          |
| 23 de gener de 1995                                                                        | 15 de març de 1999                       | Leon Brittan                             | Regne Unit                               | Con.                                     |                                          |
| Marín                                                                                      |                                          |                                          |                                          |                                          |                                          |
| 16 de març de 1999                                                                         | 15 de setembre de 1999                   | Leon Brittan                             | Regne Unit                               | Con.                                     |                                          |
| Comissari Europeu de Comerç                                                                |                                          |                                          |                                          |                                          |                                          |
| Prodi                                                                                      |                                          |                                          |                                          |                                          |                                          |
| 16 de setembre de 1999                                                                     | 21 de novembre de 2004                   | Pascal Lamy                              | França                                   | PS                                       |                                          |
| 1 de maig de 2004                                                                          | 21 de novembre de 2004                   | Danuta Hübner                            | Polònia                                  | ind.                                     |                                          |
| Barroso I                                                                                  |                                          |                                          |                                          |                                          |                                          |
| 22 de novembre de 2004                                                                     | 3 d'octubre de 2008                      | Peter Mandelson                          | Regne Unit                               | Lab.                                     |                                          |
| 3 d'octubre de 2008                                                                        | 1 de desembre de 2009                    | Catherine Ashton                         | Regne Unit                               | Lab.                                     |                                          |
| 1 de desembre de 2009                                                                      | 9 de febrer de 2010                      | Benita Ferrero-Waldner                   | Àustria                                  | ÖVP                                      |                                          |
| Barroso II                                                                                 |                                          |                                          |                                          |                                          |                                          |
| 9 de febrer de 2010                                                                        | 2014                                     | Karel De Gucht                           | Bèlgica                                  | VLD                                      |                                          |
| Junker                                                                                     |                                          |                                          |                                          |                                          |                                          |
| 2014                                                                                       | 1 des 2019                               | Cecilia Malmström                        | Suècia                                   | CSV                                      |                                          |
| Von der Leyen                                                                              |                                          |                                          |                                          |                                          |                                          |
| 1 des 2019                                                                                 | 26 ago 2020                              | Phil Hogan                               | Irlanda                                  | FG                                       |                                          |
| 12 oct 2020                                                                                |                                          | Valdis Dombrovskis                       | Letònia                                  | Unitat                                   |                                          |